# Coppa del Portogallo 1996-1997 (hockey su pista)
La Coppa del Portogallo 1996-1997 è stata la 24ª edizione della principale coppa nazionale portoghese di hockey su pista. La competizione si è conclusa il 6 luglio 1997. Il trofeo è stato conquistato dall'Oliveirense per la prima volta nella sua storia superando in finale il Barcelos.

## Risultati

### Quarti di finale
| Squadra 1         | Risultato       | Squadra 2           |
| ----------------- | --------------- | ------------------- |
| Barcelos          | 5 - 5 (2-0 dtr) | Vitória Barcelinhos |
| Seixal            | 2 - 2 (1-2 dtr) | Sporting Tomar      |
| Infante de Sagres | 2 - 8           | Oliveirense         |
| ADB Campo         | 3 - 4           | Sintra              |

### Final Four

#### Semifinali
| Sesimbra 5 luglio 1997 | Barcelos | 5 – 3 | Sintra |  |

| Sesimbra 5 luglio 1997 | Oliveirense | 4 – 1 | Sporting Tomar |  |

#### Finale
| Sesimbra 6 luglio 1997                 | Barcelos       | 3 – 3 (d.t.s.) | Oliveirense |  |
| \| \| \| \| \| \| Shootout 1 – 4 \| \| |                |                |             |  |
|                                        |                |                |             |  |
|                                        | Shootout 1 – 4 |                |             |  |